# Acontiola ruperti
Acontiola ruperti is een vlinder van de familie van de uilen (Noctuidae). De wetenschappelijke naam van deze soort is voor het eerst voorgesteld door Gottfried Behounek en Wolfgang Speidel in een publicatie uit 2015.
De soort komt voor in Zambia.